# Chicken Run (jeu vidéo)
Chicken Run est un jeu vidéo d'action développé par Blitz Games et sorti sur Dreamcast, Game Boy Color, PlayStation et PC (Windows) en 2000. Le jeu est adapté du film Chicken Run et propose d'incarner quatre de ses personnages principaux.